# Raggio terrestre
Il raggio della Terra è la distanza del centro della Terra dalla sua superficie al livello medio del mare. La Terra non è una sfera perfetta, ma piuttosto un ellissoide di rotazione appiattito in corrispondenza del Polo Nord e Sud, perciò chiamato anche sferoide oblato o geoide. La forma non perfettamente sferica della Terra comporta che il suo raggio vari a seconda di dove avviene la misurazione.

## Raggio equatoriale
Il raggio equatoriale (ovvero il raggio della circonferenza immaginaria quale l'equatore) della Terra è approssimativamente pari a 6378 km.

## Raggio polare
Il raggio polare della Terra (distanza del centro della Terra da uno dei due Poli) è approssimativamente pari a 6.357 chilometri.

## Raggio quadratico medio
Il raggio quadratico medio ({\displaystyle Q_{r}}) di un ellissoide è il metodo più accurato per esprimere il raggio della Terra.
{\displaystyle Q_{r}={\sqrt {\frac {3a^{2}+b^{2}}{4}}}}
dove a è il raggio equatoriale e b il raggio polare.
Per la Terra:
6.372,507 km (utilizzando i raggi approssimati).

Nota: in realtà, partendo da valori di a e b di sole 4 cifre significative e senza valutare la propagazione degli errori di misura nei calcoli, si deve considerare significativo un raggio pari a 6.373 chilometri. Utilizzando dati più precisi, ovvero a = 6.378,137 km e b = 6.356,702 km, si ottiene un raggio quadratico medio significativo pari a 6.372,797 km).

## Raggio medio
Il raggio medio è approssimativamente pari a 6371,005076123 chilometri. Questo numero è derivato mediando le distanze centro-superficie di tutti i punti del globo. In modo equivalente il raggio medio è
{\displaystyle R_{2}={\sqrt {\frac {a^{2}+{\frac {ab^{2}}{\sqrt {a^{2}-b^{2}}}}\ln {({\frac {a+{\sqrt {a^{2}-b^{2}}}}{b}})}}{2}}}={\sqrt {\frac {A}{4\pi }}}}
dove A è l'area della superficie terrestre. Questo sarebbe il raggio di un'ipotetica sfera perfetta che avesse la stessa area della superficie della Terra.

## Calcolo del raggio terrestre

### Il metodo di Eratostene
Il matematico, geografo ed astronomo Eratostene (III secolo a.C.), era direttore della Grande biblioteca di Alessandria d'Egitto quando formulò il metodo per calcolare le dimensioni della Terra nel 240 a.C. - 230 a.C.. Dai suoi studi, era venuto a conoscenza del fatto che a Syene (l'attuale Assuan), a mezzogiorno del solstizio d'estate, il Sole si trovava proprio sullo zenit, tanto che ne veniva illuminato il fondo di un pozzo profondo; per questo, un bastone piantato verticalmente in un terreno perfettamente pianeggiante non avrebbe proiettato alcun'ombra in terra. Invece, ad Alessandria questo non succedeva mai, gli obelischi proiettavano comunque la loro ombra sul terreno.
Ciò era già una dimostrazione pratica della rotondità della Terra (come ampiamente dimostrato da Aristotele). L'idea che la Terra dovesse avere una forma sferica era comunque già accettata. Questa convinzione scaturiva dall'osservazione delle eclissi di Luna, durante le quali la forma dell'ombra terrestre appariva sempre come un arco di circonferenza. Eratostene, perciò, per procedere con i suoi calcoli, ipotizzò la Terra perfettamente sferica e il Sole sufficientemente distante da considerare paralleli i raggi che la investono. Inoltre, assunse l'approssimazione che Alessandria e Syene si trovassero sullo stesso meridiano.
Durante il solstizio d'estate calcolò l'angolo di elevazione del Sole ad Alessandria, misurando l'ombra proiettata proprio da un bastone piantato in terra, ricavando approssimativamente un valore di 1/50 di circonferenza (cioè 7° 12'). La distanza tra le due città, basata sui trasferimenti delle carovane, era stimata in 5.000 stadia (circa 800 km, anche se non si conosce il valore preciso dello stadium usato a quell'epoca ad Alessandria).
Perciò, la circonferenza della Terra doveva essere di 50 * 5.000 = 250.000 stadia (circa 40.000 km, valore straordinariamente vicino a quello ottenuto con metodi moderni: 40.075 km).

Una volta stabilito un valore per essa, il raggio terrestre si ricavava dalla nota relazione che lega la circonferenza ed il suo raggio.

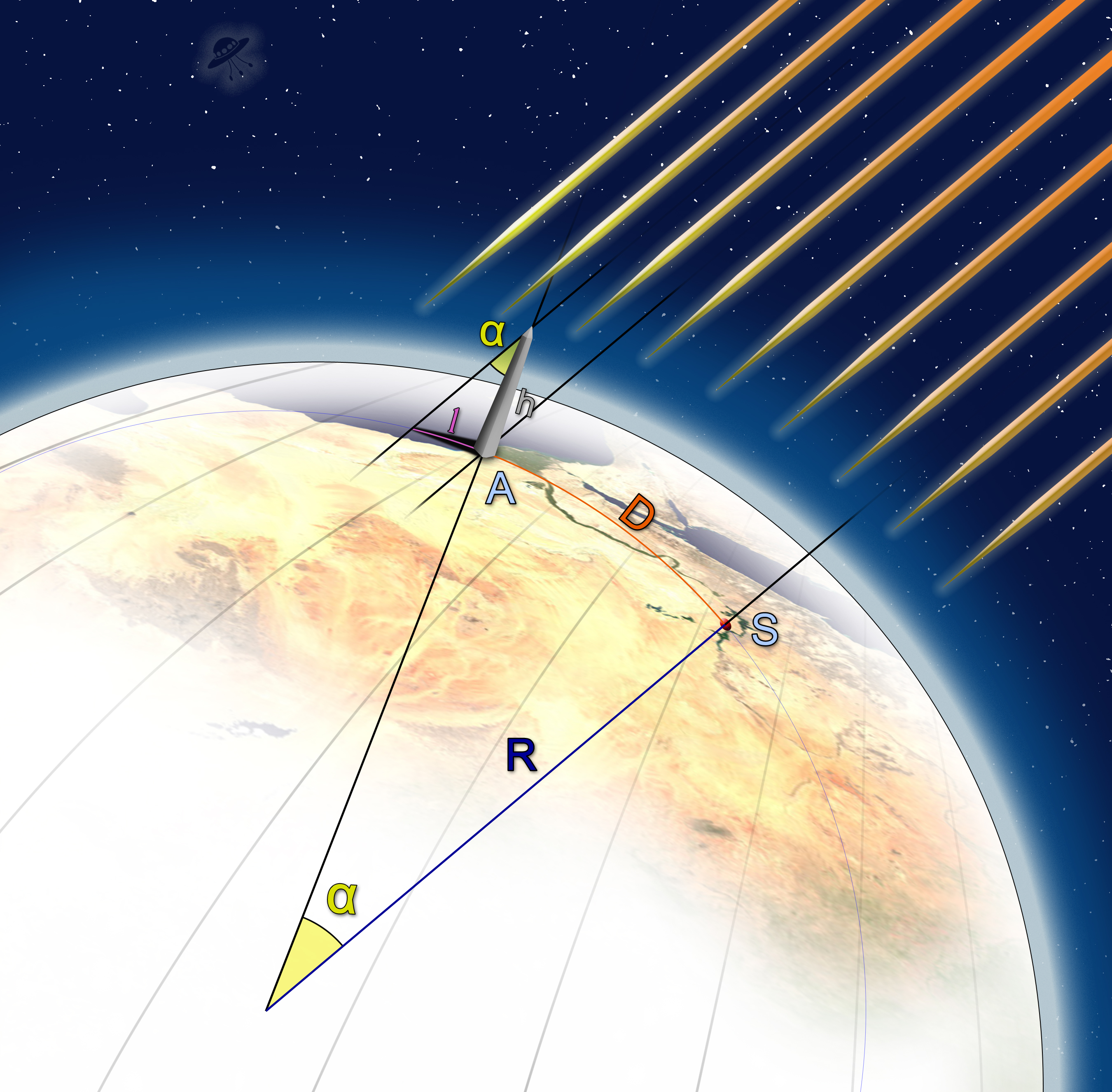
La figura mostra il procedimento seguito da Eratostene per calcolare la dimensione del raggio della Terra.

In termini matematici, facendo riferimento alla figura, abbiamo:
{\displaystyle \tan \alpha ={\frac {l}{h}}\quad \to \quad \alpha =\arctan {\frac {l}{h}}}
dove
- h: altezza del palo
- l: lunghezza dell'ombra proiettata dal palo sul terreno
- {\displaystyle \alpha } : angolo di elevazione del Sole

Poiché
{\displaystyle {\frac {D}{2\pi R}}={\frac {\alpha }{360^{o}}}}
dove
- D: distanza tra Alessandria (punto A) e Syene (punto S), aventi per ipotesi lo stesso meridiano
- R: raggio della Terra, per ipotesi una sfera perfetta,

si ottiene
{\displaystyle R={\frac {D}{2\pi }}{\frac {360^{o}}{\arctan {\frac {l}{h}}}}}
I valori ricavati da Eratostene furono: circa 12629 km per il diametro terrestre ovvero un raggio pari a 6314,5 km (incredibilmente prossimo alla stima media condotta con mezzi attuali).
Il metodo elaborato da Eratostene si basa su alcune assunzioni (alcune delle quali già enunciate), senza le quali sarebbe necessario introdurre delle correzioni alla procedura di calcolo affinché sia ancora valido:
- la Terra è perfettamente sferica
- il Sole è tanto distante da considerare paralleli i raggi su Alessandria e su Syene
- le due città si trovano sullo stesso meridiano (in realtà esse differiscono in longitudine di 3°)
- Syene è situata esattamente sul Tropico del Cancro (mentre effettivamente è a 55 km a Nord di esso)
- la differenza angolare misurata ad Alessandria è di 7° 12' (essa è in realtà di 7° 5')

Il metodo usato da Eratostene è descritto, con molta accuratezza, dall'astrofisico e scrittore Carl Sagan all'interno (cioè dal minuto 29 circa) della prima (Le Spiagge dell'Oceano Cosmico) delle 13 puntate che costituiscono il programma televisivo di divulgazione scientifica sull'astronomia Cosmo, andato in onda a metà degli anni ottanta all'interno del programma Quark.

### Cronologia delle misurazioni del raggio terrestre
| Geodesista         | Luogo         | Anno      | Raggio (metri) (equatoriale - polare) | Schiacciamento |
| ------------------ | ------------- | --------- | ------------------------------------- | -------------- |
| Eratostene         | Egitto        | 230 a.C.  | 6 314 500                             |                |
| Posidonio          | Egitto e Rodi | 100 a.C.  | 4 458 598                             |                |
| Abelseda           | Arabia        | 827       | 7 122 910                             |                |
| Al-Biruni          | Persia        | 995       | 6 339 600                             |                |
| Albazen            | Arabia        | 1100      | 6 074 308                             |                |
| Fernal             | Francia       | 1528      | 6 448 480                             |                |
| Snell              | Olanda        | 1617      | 6 099 082                             |                |
| Norwood            | Inghilterra   | 1635      | 6 412 592                             |                |
| Ricolli e Firmaldi | Lombardia     | 1658      | 6 865 301                             |                |
| Picard             | Francia       | 1669-1672 | 6 369 140                             |                |
| Cassini            | Francia       | 1681-1718 | 6 411 948                             |                |
| Everest            |               | 1830      | 6 377 276 - 6 356 075                 | 1/300,8        |
| Bessel             |               | 1841      | 6 377 397 - 6 356 079                 | 1/299,15       |
| Clarke             |               | 1866      | 6 378 206 - 6 356 584                 | 1/294,98       |
| Clarke             |               | 1880      | 6 378 301 - 6 356 584                 | 1/293,47       |
| Hayford            |               | 1909      | 6 378 388 - 6 356 912                 | 1/297          |
| Fischer            |               | 1960      | 6 378 160 - 6 356 778                 | 1/298,3        |

dove lo schiacciamento è così definito:
{\displaystyle {\mbox{Schiacciamento}}={\frac {\mbox{Raggio equatoriale - Raggio polare}}{\mbox{Raggio equatoriale}}}}
Per fare un confronto, pianeti come Giove e Saturno, la cui velocità di rotazione è maggiore di quella della Terra, hanno uno schiacciamento di 1/15 e 1/10 rispettivamente (schiacciamento favorito anche dal fatto che sono pianeti gassosi e non rocciosi).